# Sanmin
Sanmin (chinesisch :三民區, Pinyin Sānmín Qū) ist ein Bezirk der Stadt Kaohsiung auf Taiwan in der Republik China.
Der 19,7866 km² große Bezirk liegt im zentralen Stadtgebiet Kaohsiungs, umgeben von den Bezirken Gushan, Zuoying, Renwu, Niaosong, Fengshan, Lingya, Xinxing, Yancheng und Qianjin. Ende Februar 2013 war Sanmin mit einer Einwohnerzahl von 349.685 der Bezirk mit der zweitgrößten Bevölkerung Kaohsiungs.
Im 17. Jahrhundert gründeten drei Sippen chinesischer Einwanderer aus Fujian im westlichen Teil des heutigen Bezirks ein Dorf namens 三塊厝 (taiwanisch: Saⁿ-tè-chhù, „drei Gehöfte“). Der Name wurde über die Jahrhunderte und auch während der japanischen Herrschaft über Taiwan beibehalten. Nach der Übergabe Taiwans an die Republik China wurde der Stadtteil erweitert und 1957 in Anlehnung an die „Drei Volksprinzipien“ Sun Yat-sens (chinesisch: 三民主義 Sanmin zhuyi) in Sanmin umbenannt.

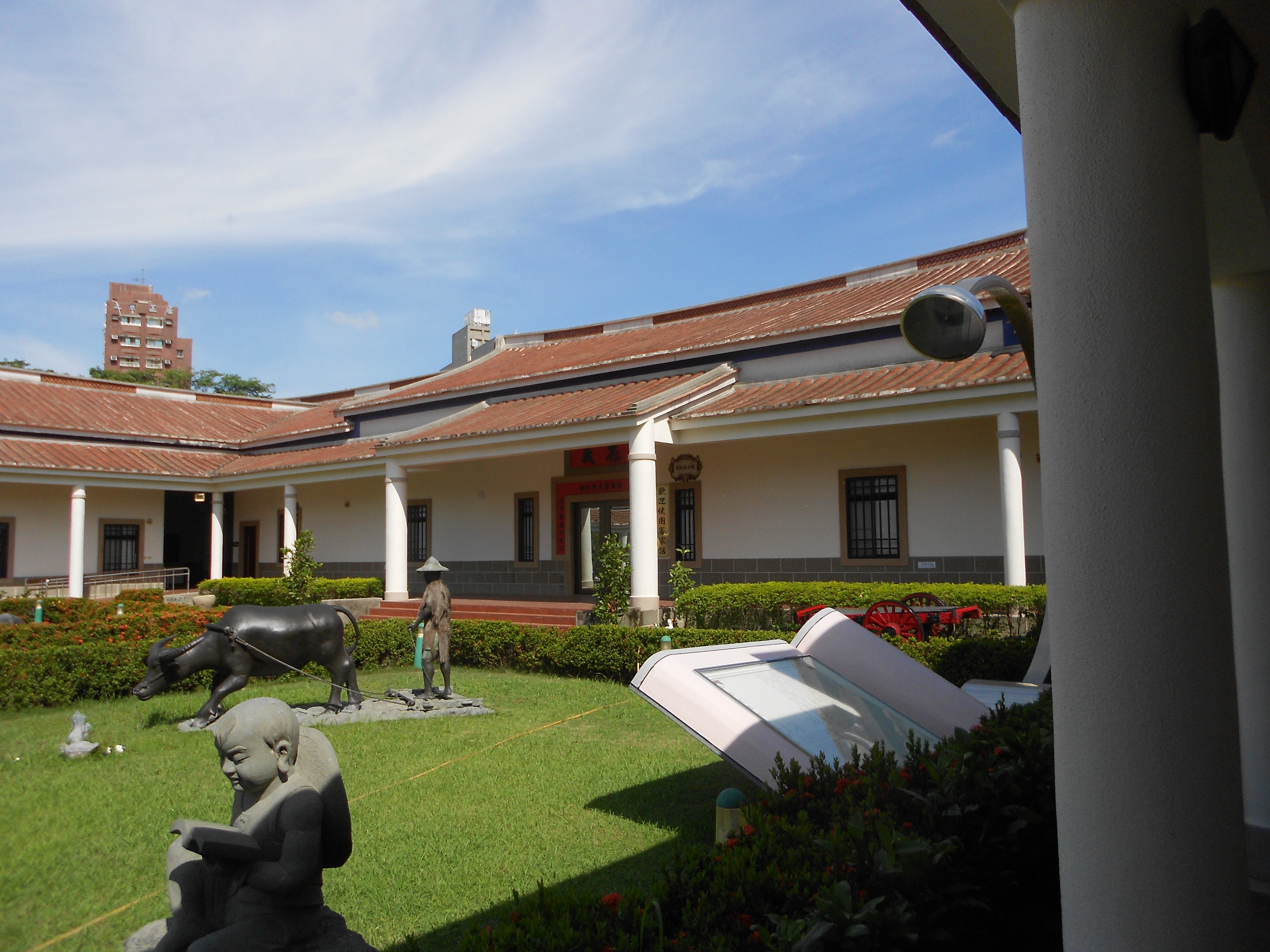
Hakka-Kulturmuseum in Sanmin

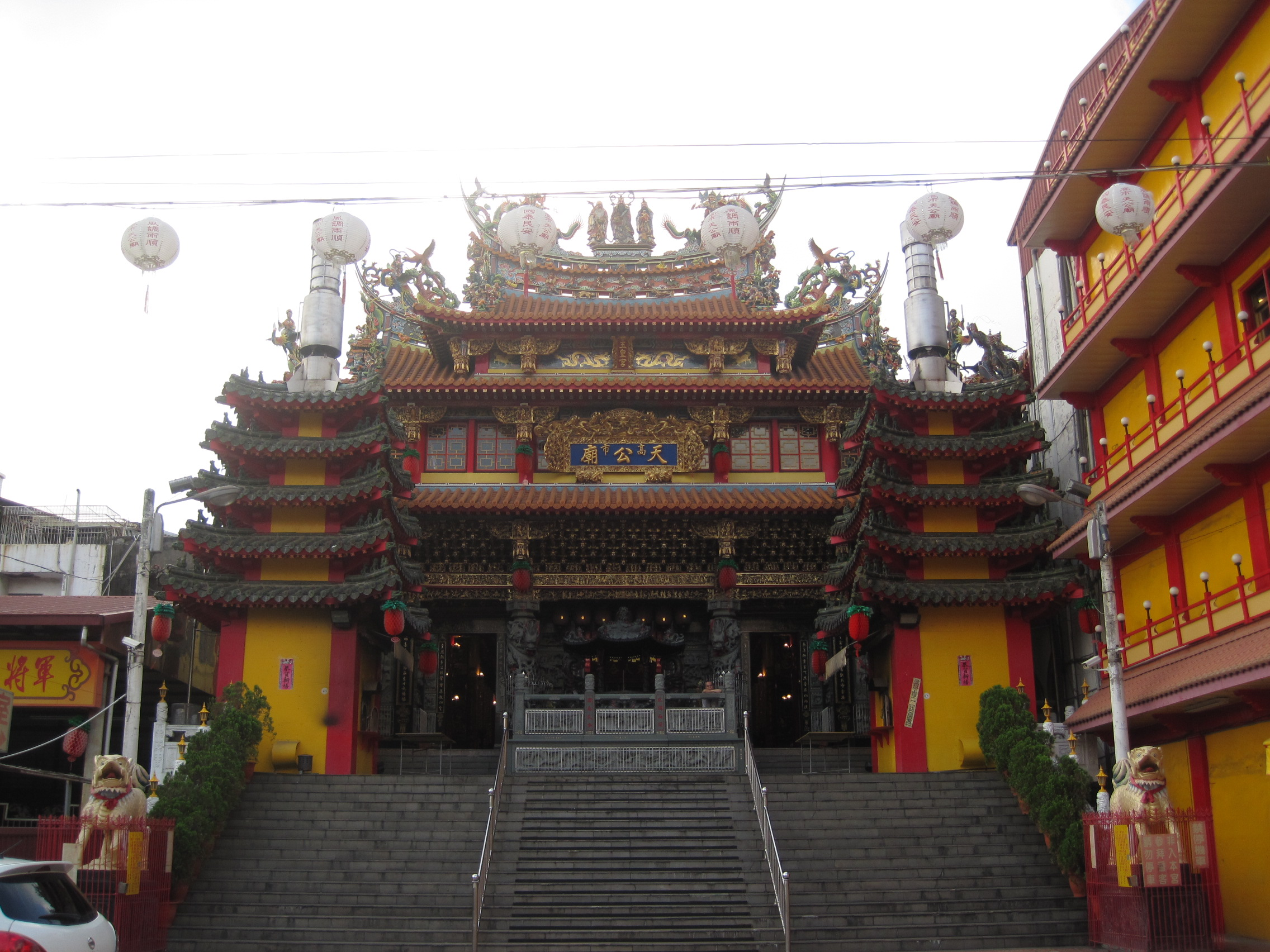
Jadetempel in Sanmin

Sanmin ist einer der bedeutendsten Verkehrsknotenpunkte Kaohsiungs. Im Bezirk liegen der Hauptbahnhof von Kaohsiung, der auch an das Netz der Kaohsiunger U-Bahn angeschlossen ist. Zudem wird der Stadtteil von der Landstraße 1 (die im Stadtgebiet Minzu Road heißt) in nord-südlicher Richtung durchquert, und es besteht eine Auffahrt zur Autobahn Nr. 1.
In Sanmin liegen drei Hochschulen: die Medizinische Universität Kaohsiung, die Universität für Angewandte Naturwissenschaft und Technik Kaohsiung sowie die Ursulinische Wenzao-Fremdsprachenuniversität.
Durch den Bezirk fließt der Liebes-Fluss, zu beiden Seiten mit Spazier- und Fahrradwegen umgeben. Zu den weiteren Sehenswürdigkeiten zählen das Museum für Naturwissenschaften und Technik, der Tempel Sanfeng Gong und der Jinshi-See.

## Galerie

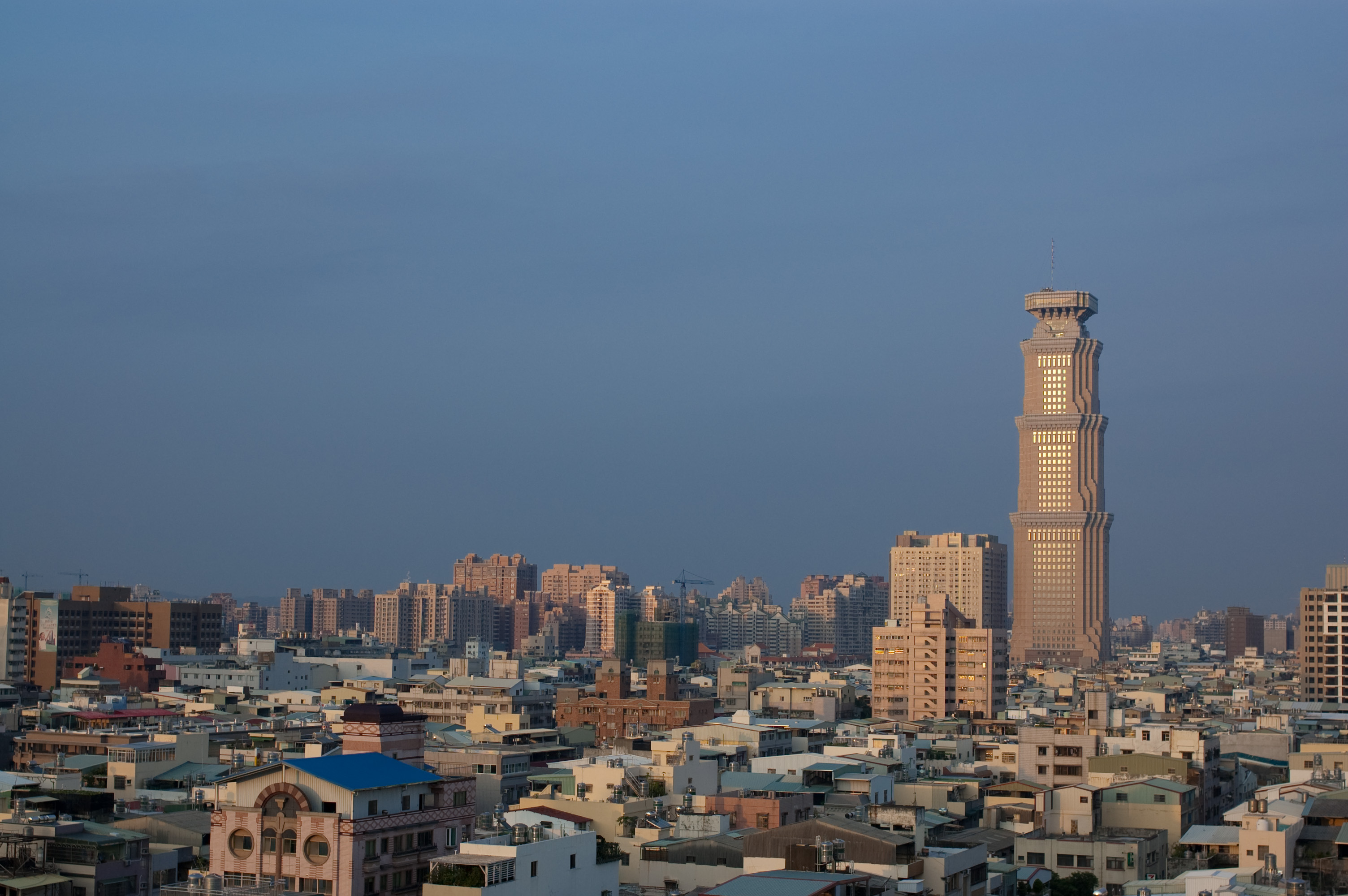
Skyline von Sanmin
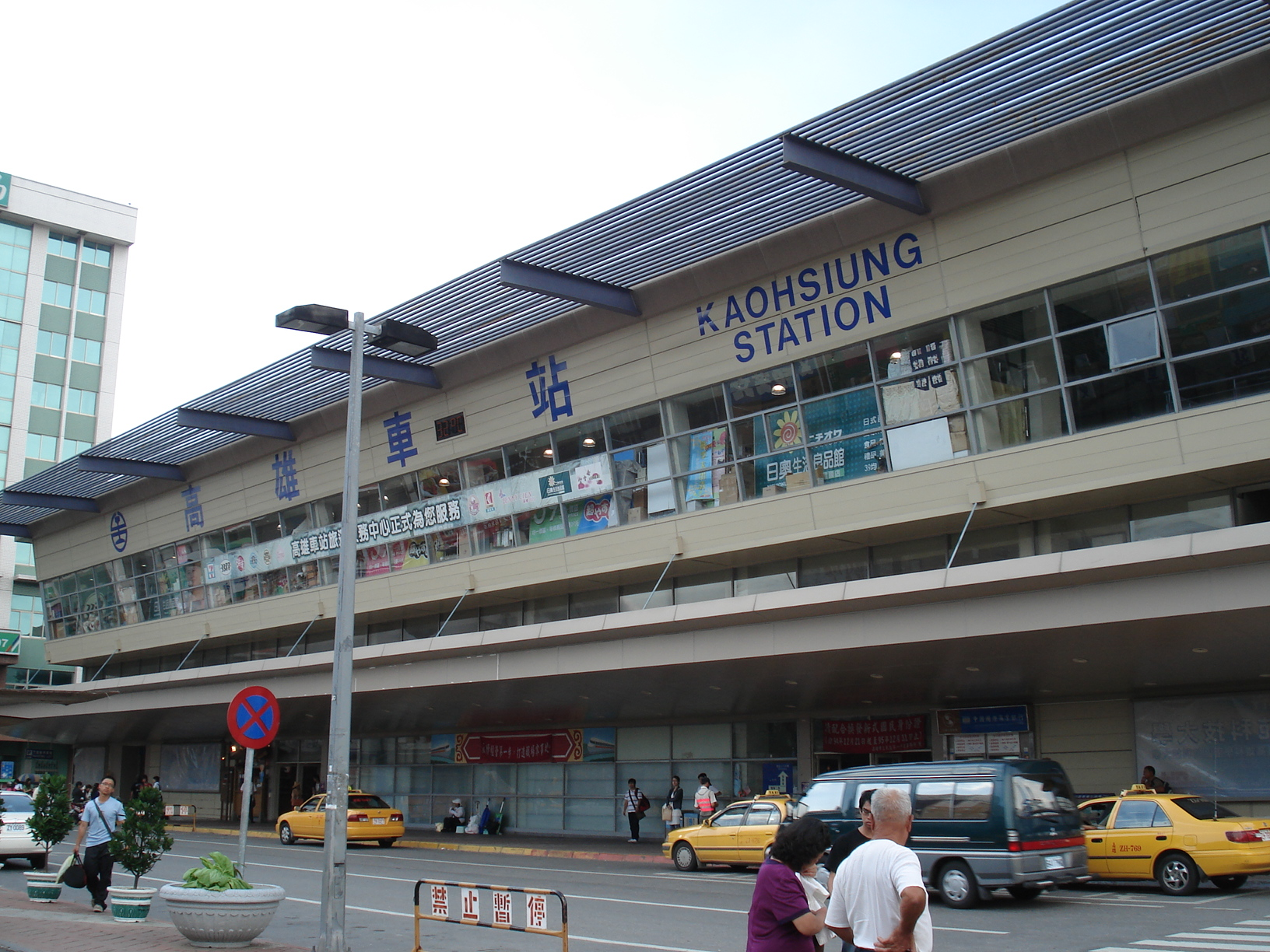
Der moderne Hauptbahnhof von Kaohsiung
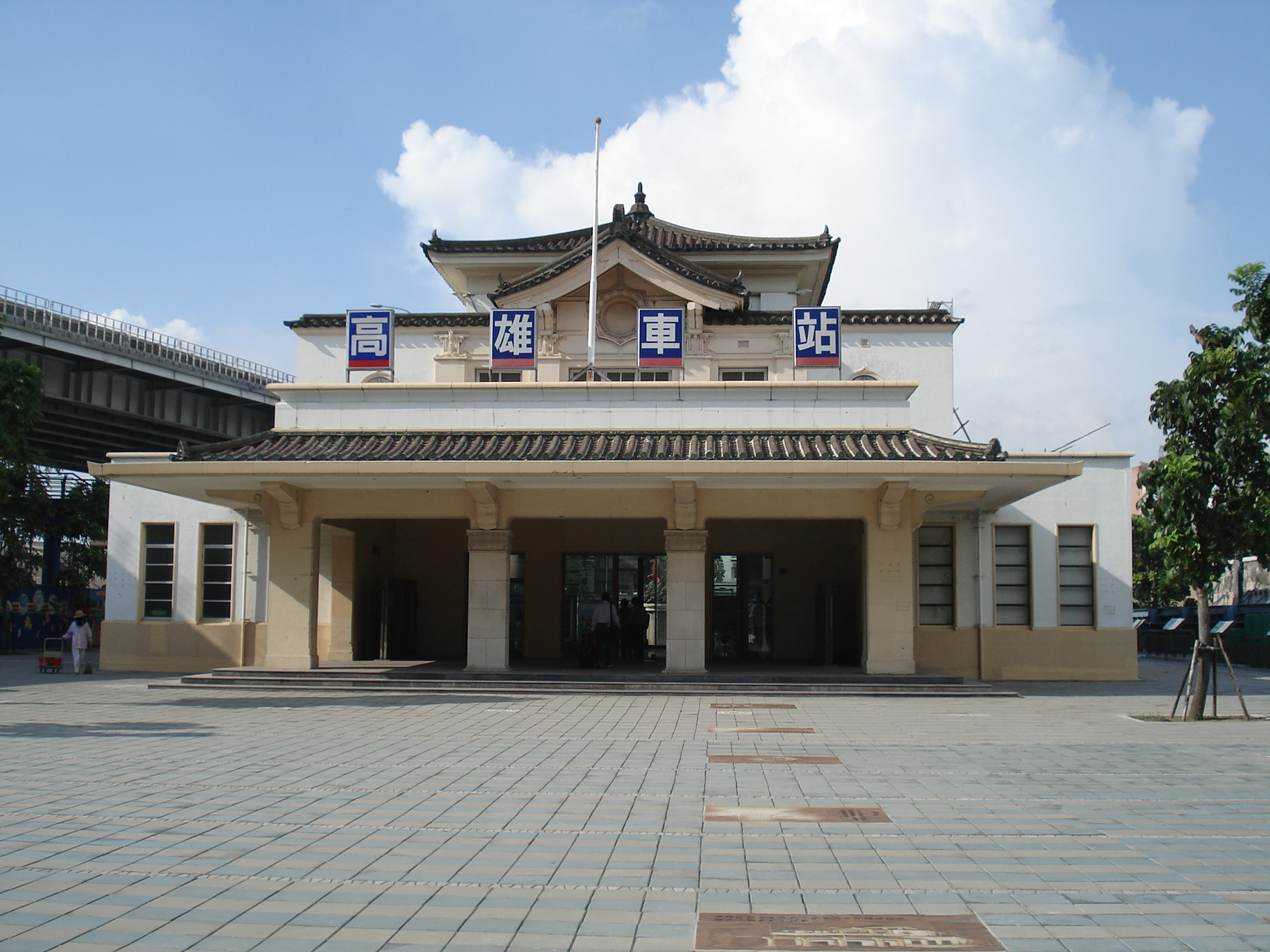
Der historische Bahnhof